# Filmwerkstatt Düsseldorf
Die Filmwerkstatt Düsseldorf ist eine kulturelle Organisation zur Ausbildung von Filmemachern im Bereich Film/Video („Filmcoaching“), zur Filmproduktion („Filmlaboratorium“) und zur Filmpräsentation in der Region in und um Düsseldorf. Sie unterhält einen Geräteverleih für Kameras, Licht- und Tontechnik. Außerdem vermietet sie Räume für Tonmischung, Aufnahmestudios und Schnittplätze für Produktion und Postproduktion. Ferner veranstaltet sie Programmreihen mit Filmen, Ausstellungen, Vorträgen und Konzerten.

## Geschichte
Im Zuge der Veranstaltung „Film kritisch“, die 1971 in der Kunsthalle Düsseldorf von jungen Filmemachern aus Nordrhein-Westfalen ausgerichtet wurde, entstand aus einer Künstlergruppe um Ole John Povlsen, der seit 1970 eine Filmklasse an der Kunstakademie Düsseldorf unterrichtete, die Filmgruppe Düsseldorf mit dem „Zweck des Erfahrungsaustausches und des gemeinsamen Bemühens um die Entwicklung einer demokratischen Filmkunst“. In einem Manifest vom 2. März 1973 erklärten elf Protagonisten der Gruppe, dass die Filmgruppe zur Überwindung ihrer „Unterprivilegierung“ mit weiteren Künstlern in einer Mediengewerkschaft im Deutschen Gewerkschaftsbund zusammenschließen wolle. In dem Papier verwies die Gruppe auch auf ihre gemeinsamen Aufführungen auf internationalen Filmfestivals und Kunstausstellungen in den Jahren 1971 bis 1973.
Aus der Filmgruppe wurde 1976 die Filmwerkstatt Düsseldorf gegründet. 1980 wurde sie dem Filminstitut der Stadt Düsseldorf angegliedert. 1991 bezog die Filmwerkstatt Düsseldorf Räumlichkeiten in der alten Fliedner-Schule im Stadtteil Kaiserswerth. Seit 1992 ist sie ein eingetragener, gemeinnütziger Verein, ein Zusammenschluss von Filmschaffenden, der sich seit der organisatorischen Umwandlung des Filminstituts in das Filmmuseum Düsseldorf eigenständig verwaltet. Zuschüsse des Landes Nordrhein-Westfalen, des Kulturamtes der Stadt Düsseldorf und der Filmstiftung Nordrhein-Westfalen bilden die finanzielle Grundlage für die durchgeführten Veranstaltungen, die Pflege und Neuanschaffung von technischer Ausstattung, die Selbstverwaltung und das Ausbildungsprogramm. Teil der Filmwerkstatt Düsseldorf ist die „Junge Filmwerkstatt“, die sich als „außerschulischer Begegnungsraum an der Schnittstelle zwischen Film/Video und Kunst für junge Erwachsene ab 16 Jahren“ versteht.